# Września
Września é um município da Polônia, na voivodia da Grande Polônia e no condado de Września. Estende-se por uma área de 12,73 km², com 30 279 habitantes, segundo os censos de 2017, com uma densidade de 2 378,6 hab/km².